# Nexat

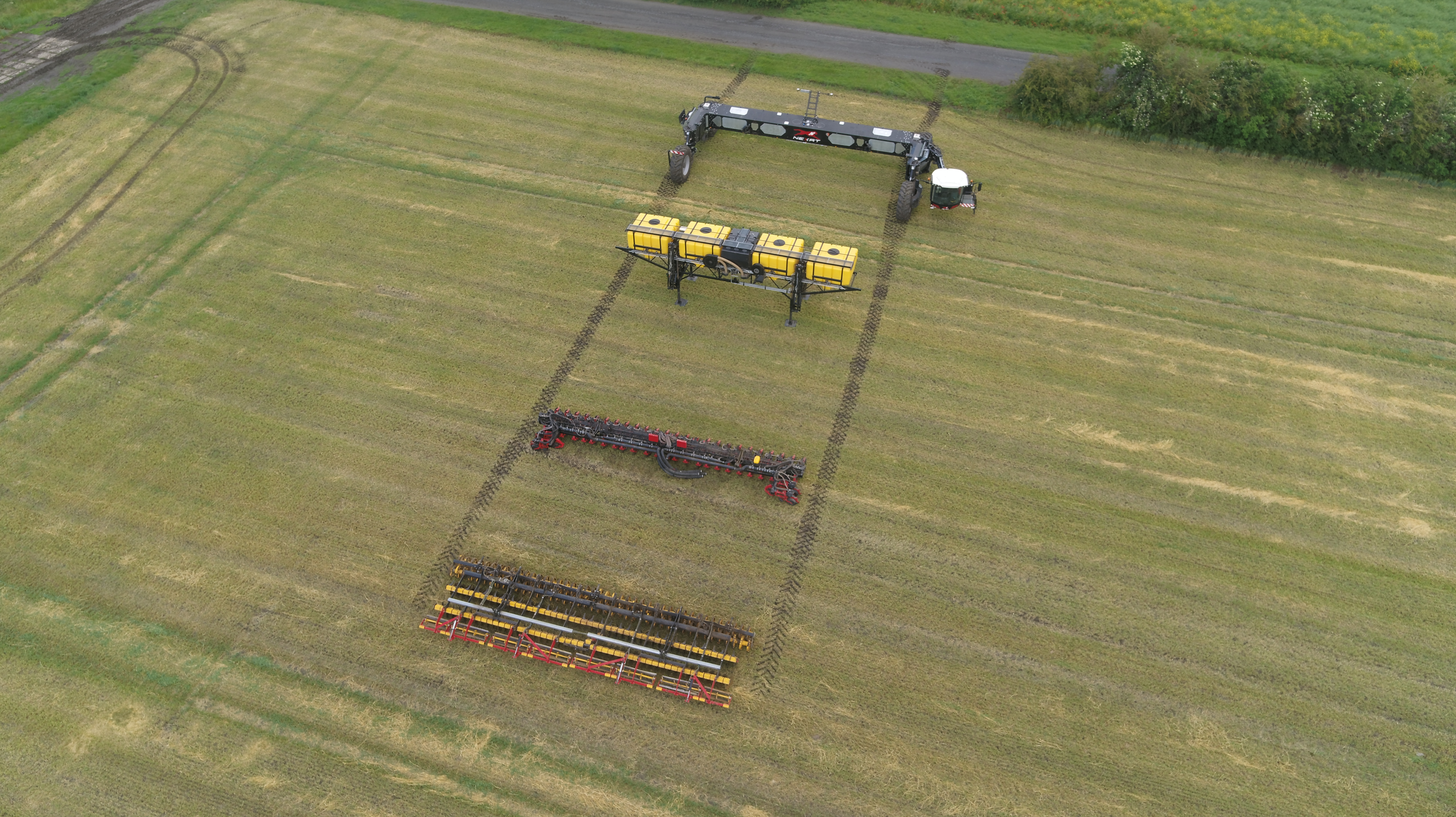
Präsentation des Nexat-Systems mit verschiedenen Modulen auf einem Feld

Nexat (Eigenschreibweise: NEXAT) ist ein deutscher Hersteller von Landmaschinen für die Pflanzenproduktion. Das Unternehmen hat seinen Sitz in Rieste in Niedersachsen. Die Abkürzung Nexat ist ein Akronym und steht für Next Generation Agriculture Technologie (Nächste Generation Landwirtschaftstechnik).

## Beschreibung
Das Unternehmen wurde 2017 von Felix und Klemens Kalverkamp gegründet. Hauptstandort und Produktionsstandort ist Rieste in Niedersachsen.
Der Nexat-Systemtraktor sowie das Nexco-Erntemodul und das Seedhopper Tanksystem wurden am Hauptstandort Rieste entwickelt. Die weiteren Module wurden in Kooperationen mit anderen Landtechnikherstellern konzipiert.

## Produkte und Funktionsweise
Hauptprodukte sind der Systemtraktor Nexat sowie das Dreschmodul Nexco und das Tanksystem Seedhopper. In Kombination mit weiteren Modulen kann der Systemtraktor die Bodenbearbeitung, die Aussaat, die Düngung, den Pflanzenschutz sowie die Ernte verrichten.
Das System arbeitet im „Widespan Controlled Traffic Farming“-Verfahren (WS-CTF). Das Verfahren verfolgt den Zweck, ganzjährig feste Fahrgassen für alle Arbeitsvorgänge im Ackerbau festzulegen, um dauerhafte Bodenverdichtungen im Bereich der Wachstumsflächen zu vermeiden. Die Fahrspuren werden dafür einmalig offline geplant. Der Nexat fährt diese Spuren autonom bei jedem Arbeitsschritt ab. Die Spurbreite beträgt 14 Meter. Je nach Modul ist eine Arbeitsbreite von bis zu 70 Meter möglich. Systembedingt werden bei der Bodenbearbeitung bis zu 95 % der Ackerfläche nie überfahren.
Die verschiedenen Module werden vom Nexat-Systemtraktor getragen und nicht gezogen. Dadurch ist eine genaue Führung der Arbeitsgeräte möglich und das Gewicht der Module liegt auf den angetriebenen Achsen, kann aber auch auf das Modul übertragen werden.

### Systemtraktor

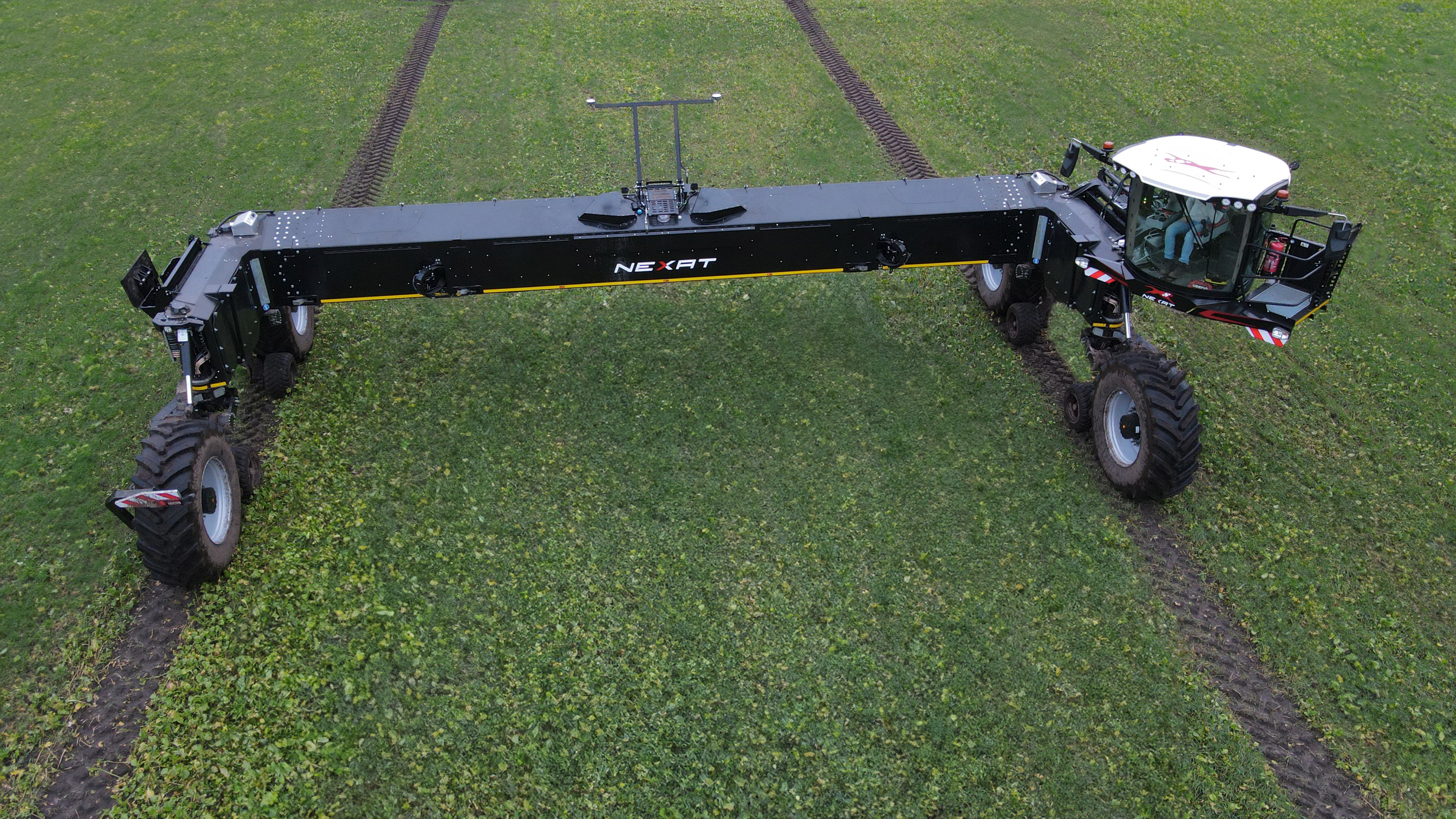
Nexat Trägerfahrzeug

Alle landwirtschaftlichen Arbeitsschritte werden mit dem Nexat-Systemtraktor verrichtet. Für jeden Bearbeitungsschritt in der Pflanzenproduktion kann ein entsprechendes Modul am Systemtraktor eingehängt werden. Der Wechsel der Module ist durch eine Person innerhalb von 10 Minuten möglich.
Der Systemtraktor Nexat bildet die Basis des Systems. Der Nexat fährt mit elektrischem Einzelradantrieb und verfügt über eine Allradlenkung. Die Generatoren für den elektrischen Antrieb werden mit zwei 550 PS starken Dieselmotoren betrieben.
Für Feld- und Straßenfahrt können die Räder bzw. Bandlaufwerke automatisiert um 90° gedreht werden, der Radstand beträgt während der Feldfahrt 14 m.
Die Kabine kann mit einem Schwenkradius von 180° gedreht werden, um die Sicht entsprechend auf das Modul anzupassen.

### Nexco-Erntemodul

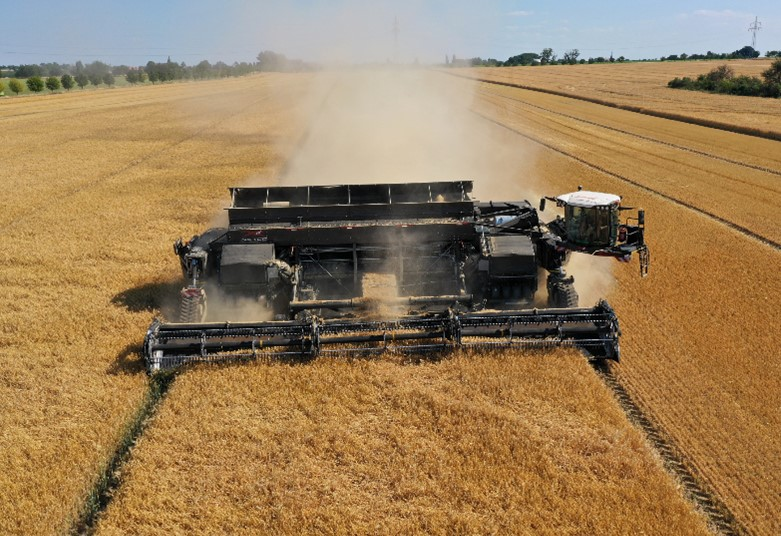
Nexco-Erntemodul

Das Nexat-Erntemodul hat ein „Dual Tangential Axial Flow“-Dreschkonzept, das das Erntegut in zwei gleichmäßigen Gutströmen quer zur Fahrtrichtung aufteilt. Das Dreschmodul verfügt über zwei Reinigungssysteme sowie zwei Strohhäcksler, wodurch eine gleichmäßige Strohverteilung auf 14 Metern erzeugt werden soll.

### Seedhopper-Tanksystem

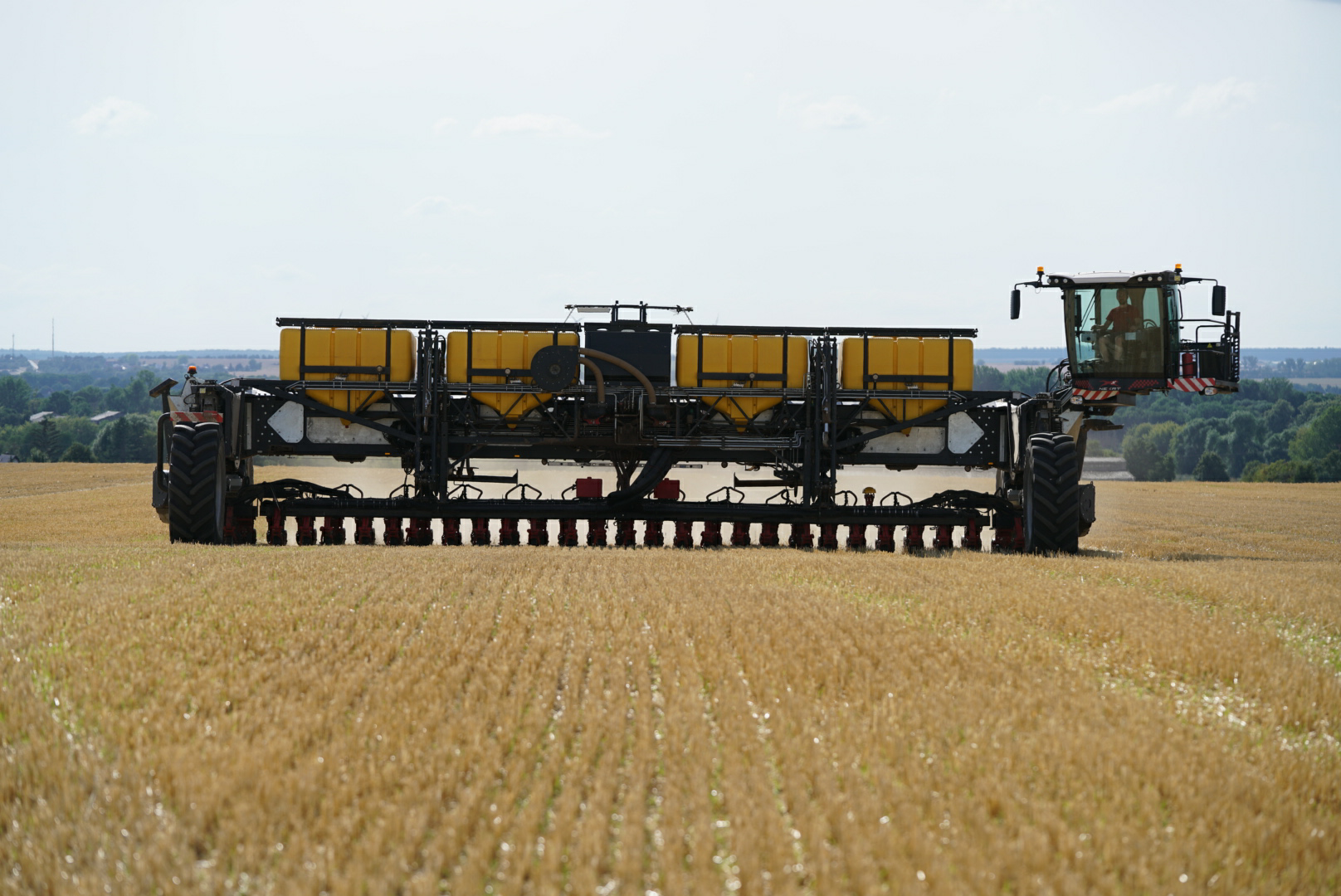
Nexat mit Seedhopper Tanksystem bei der Direktsaat

Zu den Basismodulen gehört das Tanksystem Seedhopper. Es bildet die Schnittstelle zwischen den verschiedenen Modulen der Bodenbearbeitung sowie der Aussaat und dem Nexat. Dieses hat vier Tankeinheiten für Flüssig- und Feststoffe und einen Central-Fill für Saatgut. Somit können drei Produkte gleichzeitig ausgebracht werden. Eine Gewichtserfassung der einzelnen Produkte erfolgt über Wiegezellen.

### Weitere Module
Weitere Module wurden in Zusammenarbeit mit anderen Landmaschinenherstellern entwickelt. Zu den Modulen gehören (Stand 2023):
- Vorsätze (Draper, Pflücker, Sonnenblumen)
- Kurzscheibenegge
- Einzelkornsämaschine
- Drillmaschine
- zwei Pflanzenschutzmodule
- Güllemodul

Die Kooperationen sind nicht exklusiv. Das Unternehmen bietet anderen Landtechnikherstellern die Möglichkeit, weitere Module in Zusammenarbeit zu entwickeln, da der Nexat über eine standardisierte Schnittstelle verfügt.

## Auszeichnungen
Die Nexat GmbH wurde bei der Agritechnica 2022 von der Deutschen Landwirtschafts-Gesellschaft mit einer Goldmedaille für den Nexat Systemtraktor ausgezeichnet. 2023 erhielt das Unternehmen auf der Agritechnica den DLG agrifuture concept winner award.